# Maurice Tornay (bienheureux)
Pour les articles homonymes, voir Tornay.
Maurice Tornay, né le 31 octobre 1910 à La Rosière, près d'Orsières (Suisse) et mort assassiné le 11 août 1949 au col du Choula (en), à la frontière sichuanaise-tibétaine, est un chanoine régulier suisse, missionnaire en Chine. Mort pour la foi, il fut béatifié comme martyr. Liturgiquement, il est commémoré le 11 août ou localement le 12 août.

## Biographie

### Enfance et jeunesse
(août 2023).
Fils de Jean-Joseph et de Faustine Rossier, paysans, Maurice est le septième d'une famille de huit enfants. De son enfance, sa sœur Anna retiendra qu'« avec sa première communion, Maurice devint gentil ».

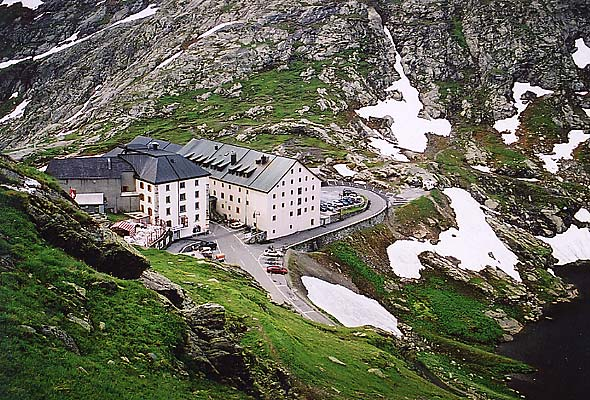
Hospice du Grand-Saint-Bernard.

Il fait ses études au collège de l'abbaye Saint-Maurice où il reste interne six ans, de 1925 à 1931. Il apprécie la lecture des récits de saint François de Sales et ceux de sainte Thérèse de l'Enfant Jésus. Il sollicite ensuite son entrée au noviciat du Grand-Saint-Bernard en 1931. Au prévôt de cette congrégation, Théophile Bourgeois, il écrit son intention : « Correspondre à ma vocation qui est de quitter le monde, et de me dévouer complètement au service des âmes afin de les conduire à Dieu, et de me sauver moi-même ».
Au moment de quitter les siens, Maurice répond à sa sœur aînée qui aurait souhaité le voir rester : « Il y a quelque chose de plus grandiose que toutes les beautés de la terre ». Le 25 août 1931, il est admis au noviciat de l'hospice du Grand-Saint-Bernard. De là, il écrit à sa famille : « Je n'ai jamais été aussi libre. Je fais ce que je veux, je peux faire tout ce que je veux, car la volonté de Dieu m'est exprimée à chaque moment, et que je veux faire cette seule volonté ».

### En Chine et au Tibet
La congrégation du Grand-Saint-Bernard est alors sollicitée par Jean Budes de Guébriant, des missions étrangères de Paris, pour envoyer dans l'Himalaya quelques religieux habitués à la vie en montagne. Un premier groupe part en 1933 pour le Yunnan mais Maurice Tornay, souffrant, ne peut en faire partie. Il écrit alors à sa sœur Joséphine : « Sais-tu que lorsque tu as froid et que tu offres ce froid au Bon Dieu, tu peux convertir un païen ? Et que toutes les peines d'un jour bien supportées te valent plus de mérite que si tu avais prié tout le jour ? Quels moyens faciles tu as de me faire du bien, de faire du bien à tout le monde… Toutes nos plus petites peines ont une valeur infinie si nous les unissons à celles du Christ. Oh ! comme le Christ t'aimerait alors ! »
Le 8 septembre 1935, il prononce ses vœux solennels. Le prévôt, Théophile Bourgeois, décide de renforcer l'équipe de chanoines en place au Yunnan en leur envoyant trois autres religieux, Maurice Tornay, le chanoine Cyrille Lattion (1909-1997) et le frère Nestor Rouiller. Tous les trois se préparent pendant plusieurs mois à ce long voyage.
Après un mois et demi de voyage, les trois hommes parviennent à la mission de Weisi (2 350 m) dans les Marches tibétaines. Rapidement, Maurice Tornay se remet à l'étude, approfondissant sa connaissance de la théologie sous la direction du chanoine Lattion, et s'initiant à la langue chinoise auprès d'un vieux professeur protestant qui avait des sympathies pour le catholicisme. Ses progrès en chinois sont rapides et lui permettent alors de mener sa mission d'évangélisation auprès des populations locales.
Après avoir passé avec succès ses examens de théologie, Maurice Tornay est ordonné prêtre le 24 avril 1938. Au bout d'une longue marche de près d'un mois, il rejoint François Chaize, évêque d'Hanoï. Il écrit alors à ses parents : « Votre fils est prêtre ! Gloire à Dieu ! Cette nouvelle ne vous causera qu'une joie mélangée, parce que je ne suis pas au milieu de vous. Mais vous êtes chrétiens et vous me comprenez. Il y a un Dieu qu'il faut servir de toutes ses forces. C'est pour cela que je suis parti, c'est pour cela que vous avez si bien supporté mon départ ».
La Chine est envahie en partie par le Japon depuis 1937, et les forces nationalistes et communistes s'affrontent entre le nord et le sud. L'Armée nationale révolutionnaire chinoise commence à repousser les Japonais à partir du printemps 1945. La zone de mission de Maurice Tornay est occupée militairement, ce qui entraîne la disette et des soulèvements populaires et des pillages. Le jeune prêtre se voit contraint de mendier pour se nourrir. En mars 1945, alors que la guerre de reconquête en est à ses débuts, le père Tornay est nommé curé de la paroisse de Yerkalo à 2 650 mètres d'altitude, fondée par Félix Biet et Auguste Desgodins, missionnaires français de la Société des missions étrangères de Paris, en 1865. Il succède au père Émile Burdin, mep, mort de la fièvre typhoïde. C'est un poste difficile, plusieurs prêtres y ayant déjà été tués, et l'hostilité des autorités locales est grande. Yerkalo par un changement de frontière survenu en 1932 est passé de la Chine au Tibet intérieur.
Sur place, il se heurte au lama Gun-Akhio, tulkou » et chef du monastère de Karmda dans la vallée de Kionglong. Celui-ci, qui veut récupérer les terres vendues à l'ancienne mission et sur lesquelles les fermiers chrétiens sont délivrés des redevances féodales dues à la lamaserie, refuse la présence du père Tornay et le menace ouvertement.
Selon son confrère, le père Louis Emery arrivé de Suisse en 1946, Tornay était « anti-lama » et ne manquait pas de se moquer des lamas qui venaient lui demander des conseils médicaux, alors que ces mêmes lamas lui manifestaient de l'hostilité. Évitant de chercher querelle à Gun-Akio et à ses moines, le père Tornay est résolu à se dévouer, face à la fourberie de l'administrateur, à ses fidèles qui refusent d'apostasier lorsque les lamas les menacent de sanctions.
Le 21 janvier 1946 au matin, une quarantaine de lamas armés de fusils envahissent la résidence du missionnaire et la pillent. Le père Tornay est emmené de force au Yunnan. Là, dans le village de Pamé où il est exilé, il ne rencontre qu'une seule famille chrétienne. Toutefois, malgré les menaces réitérées, il continue à prier et à proclamer l'Évangile.[réf. nécessaire]
La situation s'envenime de chaque côté, et en janvier, il est expulsé du Tibet. Maurice Tornay se tourne alors vers le gouvernement chinois de Nankin, ce qui le discrédite : aux yeux des autorités tibétaines, il apparaît comme un agent chinois, comme le souligne l'historien Christoph Baumer.
Au début du mois de mai 1946[réf. nécessaire], le père Tornay reçoit une lettre du gouverneur de Chamdo, autorité civile suprême de l'Est du Tibet. Celui-ci lui promet sa protection et l'invite à revenir à Yerkalo. Le 6 mai, il se met en route, mais est tout de suite arrêté par Gun-Akhio. Nankin n'ayant aucune influence sur Yerkalo, depuis le changement de frontière, il prend la décision, absurde selon Christoph Baumer, de se déguiser en Tibétain pour aller défendre ce que l'auteur dénomme son « droit de prosélytisme » auprès du 14e dalaï-lama à Lhassa au Tibet, c'est-à-dire la liberté religieuse des villageois. Au bout de quelques jours de marche, son déguisement est percé à jour et on le renvoie à Atzunze (Dechen), dans la partie chinoise du Kham, où il s'installe pour soigner les malades de la mission, après avoir passé l'été à Weisi. Il participe à un congrès d'Action catholique à Noël 1947 à Nankin et à Shanghai et y rencontre l'ambassadeur de Suisse et Mgr Riberi qui ne le découragent pas de ses projets. En revanche, le P. Francis Goré, procureur des Missions étrangères au vicariat du Tibet, vicaire général et curé de Tzedzjong, y est hostile, sentant le danger. Le chanoine Cyrille Lattion, devenu supérieur des chanoines du Tibet, est neutre.
Le 10 juillet 1949, le père Tornay entreprend un long et pénible voyage qui aurait dû durer deux mois. Le 11 août 1949, alors qu'il traverse la frontière entre la Chine et le Tibet, il est atteint d'une balle, à un endroit appelé Tothong, aux abords du col de Choula, à 3 000 mètres d'altitude. Selon des allégations, il aurait été tué par des moines bouddhistes. Selon le P. Francis Goré, cinq hommes armés, qui étaient à la solde des lamas de Yentsing (Yerkalo), tuèrent et dépouillèrent Tornay et l'un de ses trois domestiques, s'emparant de leurs quatre mulets. Sa mort ne fut pas une surprise, en raison des nombreux ennemis qu'il s'était faits à la lamaserie. De plus, depuis le meurtre par des chrétiens tibétains de six des sept meurtriers et voleurs qui avaient assassiné l'ancien curé de Yerkalo, Michel Nussbaum, une vendetta était toujours en cours. Comme le rapporte le P. Christian Simonnet, la lamaserie de Konka donna des armes à certains habitants de Yerkalo pour les défendre contre la lamaserie de Karmda qu'elle considérait comme des bandits. Les autorités communistes condamnent la lamaserie de Karmda à verser une indemnité pour le meurtre du domestique Doci et du P. Tornay,.
Il est enterré à la mission d'Atzunze, puis sa dépouille est transférée (à une date précédant 1985) dans le jardin de la mission de Yerkalo.

## Béatification
La cause de béatification fut ouverte à la requête de son compagnon de mission, le prévôt Angelin Lovey (1911-2000), avec un procès informatif diocésain à Sion (1953-1963), inauguré par François-Nestor Adam. Le pape Jean-Paul II reconnaît à Maurice Tornay le titre de martyr de la foi en juillet 1992 et procède à sa béatification le 16 mai 1993. Cette béatification fut désapprouvée par les deux prêtres survivants, selon le livre de Christoph Baumer, l'un d'entre eux, écrit l'auteur, aurait même émis l'opinion qu'elle était « hâtive, peu sage, et inexplicable. » Or des deux prêtres de Yerkalo, l'un était le P. Angelin Lovey qui appuya la cause de béatification et l'autre, le P. Francis Goré, mourut en 1954.

## Culte
La date officielle de célébration de ce bienheureux est le 12 août. Aussi, chaque année, à cette date, de nombreux amis du bienheureux viennent à La Rosière, lieu de naissance du bienheureux, pour célébrer localement une messe en sa mémoire.
En 2021, une nouvelle chapelle et un espace retraçant sa vie lui ont été dédiés à l'intérieur de l'église d'Orsières.

## Citations
- De Maurice, enfant, à sa sœur Anna : « C’est vrai, tu verras, je serai martyr… ».
- « Nous sommes jeunes, nous avons vingt ans, nous aimons le bon Dieu, nous n’avons rien à craindre de la mort ; soyons joyeux… Il faut nous hâter n’est-ce pas ? […] À notre âge, d’autres étaient saints… » (extrait d’une lettre à sa sœur, Anna).
- Au moment de partir rejoindre ses confrères en Chine, Maurice écrivait à son frère Louis : « J'ai reçu nettement dans mon âme l'intuition suivante: pour que mon ministère soit fécond, il faut que je travaille de toute l'ardeur de mon âme, pour le plus pur amour de Dieu, sans désir aucun de voir mon labeur remarqué. Je veux m'exténuer au service de Dieu. Je ne reviendrai plus ».
- « La mort, c'est le jour le plus heureux de notre vie. Il faut s'en réjouir plus que tout, car c'est l'arrivée dans notre vraie patrie. »

## Sources
- Texte de Dom Antoine Marie osb, abbé (abbaye Saint-Joseph de Clairval de Flavigny).
- L’Osservatore Romano : 1993, no 20 & 21.